# Чертижнянка (Словаччина)
Чертижнянка (словац. Čertižnianka) — річка в Словаччині у регіоні Земплін, ліва притока Лаборця, протікає в окрузі Меджилабірці.
Довжина приблизно 4.9-5.2 км. Витік знаходиться в масиві Лаборецька Верховина  на висоті близько 685-690 метрів біля словацько-польського кордону. Протікає територією села Чертижне..
Впадає в Лаборець на висоті приблизно 425-430 метрів.